# 候古莫镇
候古莫镇，是中华人民共和国四川省凉山彝族自治州美姑县下辖的一个乡镇级行政单位。2021年1月12日，撤销采红乡和候古莫乡，设立候古莫镇。以原采红乡和原候古莫乡所属行政区域为候古莫镇的行政区域。

## 行政区划
候古莫镇下辖以下地区：
八嘎村、各补乃拖村、马拖村、沙溪洛村、依果洛村、普各洛村、石普峨勒村、候古莫村、四干洛村、觉嘎村、吉次列口村、阿尔瓦觉村和阿候瓦觉村。